# MTV World Stage VMAJ 2010
Die MTV World Stage VMAJ 2010 wurden am 29. Mai 2010 im Kokuritsu Yoyogi Kyōgijō, Tokio verliehen. Die Moderation übernahm Cyril Takayama. Es handelte sich um die achte Verleihung der MTV Video Music Awards Japan. Die Nominierungen wurden am 31. März 2010 verkündet. Die 2010er Ausgabe der Video Music Awards Japan wurde von MTV World Stage präsentiert, damit verbunden ist eine weltweite Ausstrahlung in über 160 Länder.
Exile wurden die erste Band, die drei Awards in drei aufeinanderfolgenden Jahren gewannen. In diesem Jahr erhielten sie den Video of the Year, Album of the Year und den Asia Icon Award.
Insgesamt erreichten die VMAJ 7,5 Millionen Zuschauer, im Vergleich zum Vorjahr eine Steigerung um 300.000 Zuschauer.

## Auftritte
- Big Bang – Gara Gara Go! / Hands Up
- 2NE1 – Fire
- Bradberry Orchestra – Love Check
- Exile – 24karats Stay Gold
- Miliyah Kato – Sayonara Baby / Bye Bye
- Kesha – Tik Tok / Your Love Is My Drug
- K’naan with AI – Wavin' Flag
- Superfly – Alright!! / Roll Over the Rainbow
- Taio Cruz – Break Your Heart
- W-inds – New World / Rain Is Fallin’

## Gewinner und Nominierte
| Video of the Year | Best Male Video |
| --- | --- |
| Exile – Futatsu no Kuchibiru - Namie Amuro – Fast Car - Ayaka – Minna Sora no Shita - Alicia Keys – Doesn't Mean Anything - Lady Gaga – Poker Face                                         | Shota Shimizu – Utsukushii Hibi yo - Jay'ed – Everybody - Jay-Z featuring Alicia Keys – Empire State of Mind - Kreva – Shunkan speechless - Sean Paul – So Fine |
| Best Female Video | Best Group Video |
| Namie Amuro – Fast Car - Ayaka – Minna Sora no Shita - Kaela Kimura – Butterfly - Lady Gaga – Poker Face - Rihanna – Russian Roulette                                                      | Tohoshinki – Share the World - Backstreet Boys – Straight Through My Heart - The Black Eyed Peas – I Gotta Feeling - Remioromen – Kachōfūgetsu - Tokyo Incidents – Nōdōteki Sanpunkan |
| Best New Artist | Best Rock |
| Big Bang – Gara Gara Go! - Mao Abe – Itsu no Hi mo - Keri Hilson featuring Kanye West and Ne-Yo – Knock You Down - Taylor Swift – You Belong With Me - The Telephones – Monkey Discooooooo | Superfly – Dancing on the Fire - 9mm Parabellum Bullet – Inochi no Zenmai - Green Day – Know Your Enemy - Muse – Uprising - Radwimps – Oshakanshama |
| Best Pop Video | Best R&B Video |
| Big Bang – Koe o Kikasete - Ikimono-gakari – Yell - Kumi Koda – Lick Me - Leona Lewis – Happy - Pink – Please Don't Leave Me                                                               | Miliyah Kato – Aitai - Chris Brown – Crawl - Jasmine – Sad to Say - Juju with Jay'ed – Ashita ga Kuru Nara - Alicia Keys – Doesn't Mean Anything |
| Best Hip-Hop Video | Best Dance Video |
| Kreva – Speechless - Eminem – We Made You - Flo Rida featuring Kesha – Right Round - Jay-Z featuring Alicia Keys – Empire State of Mind - Rhymester – Once Again                           | Lady Gaga – Poker Face - Cos/Mes – Chaosexotica - David Guetta featuring Kelly Rowland – When Love Takes Over - La Roux – I'm Not Your Toy - Perfume – One Room Disco |
| Album of the Year | Best Video from a Film |
| Exile – Aisubeki Mirai e - Namie Amuro – Past < Future - The Black Eyed Peas – The E.N.D. - Green Day – 21st Century Breakdown - Superfly – Box Emotions                                   | Juju with Jay'ed – Ashita ga Kuru Nara (aus Yomei 1-kagetsu no hanayome) - Flumpool – Dear Mr. & Ms. Picaresque (aus MW) - Leona Lewis – I See You (aus Avatar – Aufbruch nach Pandora) - Paramore – Decode (aus Twilight – Biss zum Morgengrauen) - Shōnan no Kaze – Tomo Yo (aus Drop) |
| Best Reggae Video | Best Collaboration |
| Han-Kun – Keep it Blazing - Sean Kingston – Fire Burning - Sean Paul – So Fine - Pushim – My Endless Love - Ryo the Skywalker – Kokoni Aru Ima wo Tomoni Aruki Dasou                       | W-inds featuring G-Dragon – Rain Is Fallin’ - Beyoncé featuring Lady Gaga – Video Phone - Jay-Z featuring Alicia Keys – Empire State of Mind - Juju with Jay'ed – Ashita ga Kuru Nara - Miliyah Kato featuring Shota Shimizu – Love Forever                                              |
| Best Karaokee! Song | |
| Miliyah Kato featuring Shota Shimizu – Love Forever - The Black Eyed Peas – I Gotta Feeling - Kaela Kimura – Butterfly - Lady Gaga – Poker Face - Kana Nishino – Motto...                  | |

### Special Awards

#### MTV Icon Award
Exile

#### Best Director
Kodama Hirokazu